# Vejigante de Porto Rico
 (septembre 2017).
Si vous disposez d'ouvrages ou d'articles de référence ou si vous connaissez des sites web de qualité traitant du thème abordé ici, merci de compléter l'article en donnant les références utiles à sa vérifiabilité et en les liant à la section « Notes et références ».

Illustration d'un masque vejigante.

Un vejigante est une figure folklorique des fêtes et carnavals de Porto Rico. Les couleurs traditionnelles du vejigante étaient le noir, le rouge et le jaune. De nos jours, le vejigante porte des masques chamarrés aux ornements vifs et de toutes les couleurs ainsi qu'une combinaison figurant des ailes de chauve-souris entre les bras et le côté du corps.  Le terme vejigante est espagnol et provient de vejiga (vessie) et de gigante (géant) et ce en référence à la coutume du vejigante consistant à peindre des vessies de bovin gonflées, à les suspendre à des bâtons lors des défilés ou processions et à cogner les spectateurs avec elles et à les faire exploser. Les masques sont surtout une tradition de différentes fêtes à Loíza et Ponce.

## Origine du Vejigante
Au IXe siècle l’apôtre Saint Jacques serait apparu miraculeusement et aurait combattu avec l'armée catholique du roi Ramire Ier, assurant la victoire contre les Maures lors de la légendaire bataille de Clavijo et donnant ainsi naissance à la figure mythique de Saint Jacques Matamore (en). Saint Jacques est le saint patron de l'Espagne et, le jour de sa fête, on célébrait la victoire contre les Maures qui étaient représentés par les vejigantes.
Au XVIIe siècle il était courant d'assister en Espagne à des processions où le vejigante figurait un démon censé effrayer le peuple pour qu'il aille à l'église. On trouve par exemple des références au vejigante dans le «Don Quichotte» de Cervantes écrit en 1605. À l'époque, le vejigante symbolisait le démon dans le combat entre le bien et le mal.
À Porto-Rico, ces processions ont pris un tour nouveau en raison des influences africaines et Taïnos. Les Taïnos étaient d'ailleurs d'excellents fabricants de masques. Et si les masques vejigantes ont pour vocation évidentes d'effrayer les spectateurs, en particulier les enfants, de nos jours certains voient plutôt dans les vejigantes le symbole de la résistance au colonialisme et à l'impérialisme.

## Le Carnaval de Ponce
Le Carnaval de Ponce (en) est le moment où se manifeste le mieux la tradition culturelle porto-ricaine du vejigante. Il a lieu tous les ans durant la semaine qui précède le mercredi des cendres, en février ou tout début mars.

## Les fêtes de l'apôtre Saint Jacques
Les figures de vejigante apparaissent également lors de la fête de la Saint Jacques à Porto Rico, en particulier à Loíza. Elle a lieu du 25 au 28 juillet chaque année. Quatre principaux personnages la marquent: el Caballero (le chevalier), los vejigantes, los viejos (les anciens), et las locas (les folles). Les festivités de Loiza et de Ponce ont chacune leurs caractéristiques propres.

## Masques et costumes des vejigantes

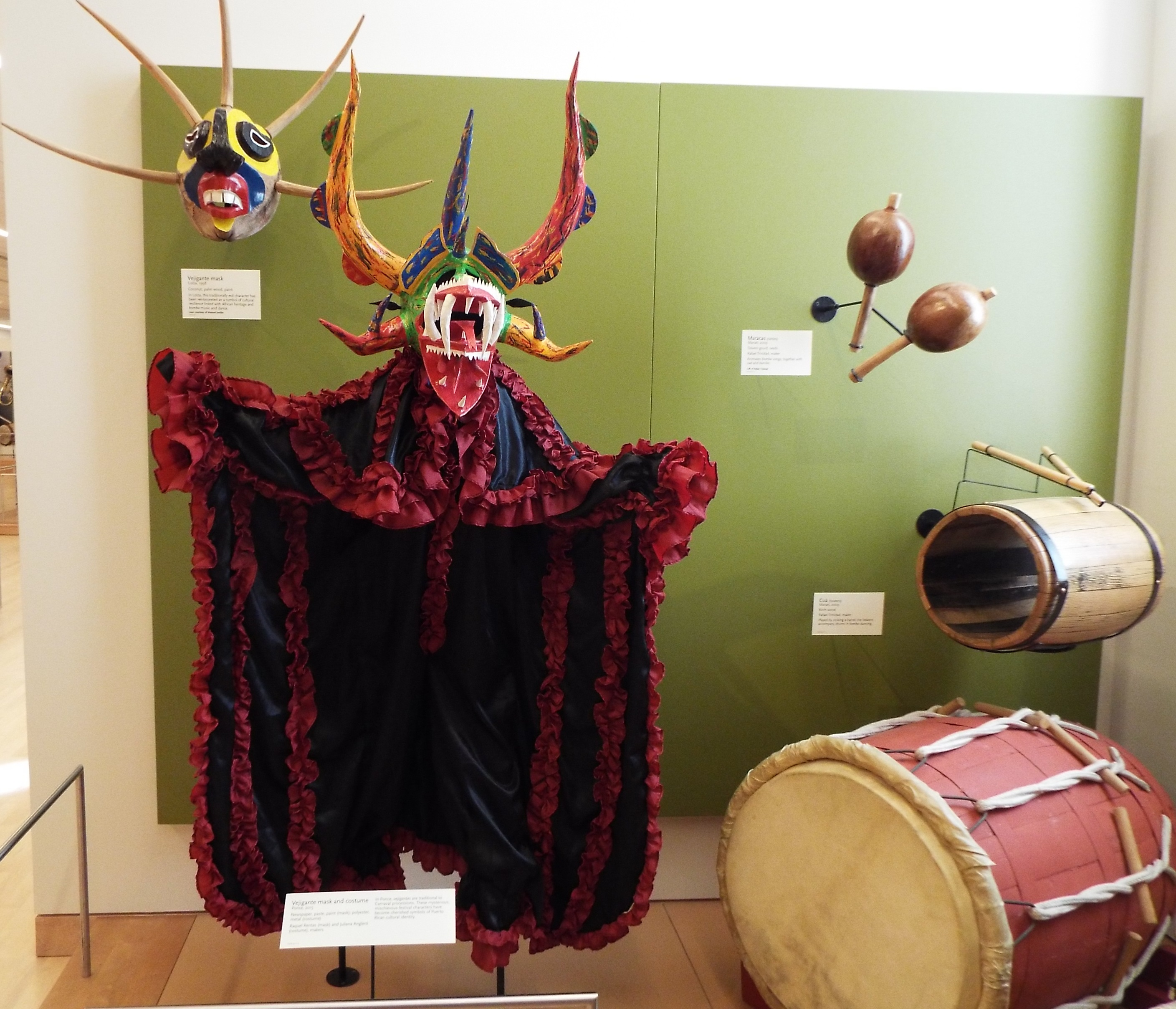
Masque et costume Vejigante au Phoenix Musical Instrument Museum

### Loíza
À Loíza, les masques de vejigante sont fabriqués à partir d'une demie carapace de noix de coco évidée pour que puisse s'y insérer une tête humaine. L'emplacement des yeux et de la bouche est découpé et sculpté, des dents en bambou sont rajoutées et le masque est peint. Un artisanat folklorique s'est développé autour de la création de ces masques. Le costume est une combinaison ample à manches longues, garnie de pièces de tissus cousues sous toute la longueur des manches, d'une part, et le flanc de la combinaison, d'autre part, et ce pour simuler des ailes.

### Ponce
À Ponce, les masques de vejigante sont fabriqués à partir de papier-mâché et munis de cornes. Le costume ressemble à celui utilisé à Loíza.

## Dans d'autres médias

### BD
- Marvel Comics a publié une bande-dessinée intitulée «Fantastic Four in... Ataque del M.O.D.O.K. (en)» figurant un super héros porto-ricain nommé El Vejigante, inspiré des légendes locales.

### Vidéos
- (es) jacinto ramírez tres década del arte de máscaras de higüera
- (es) Mascaras de Vejigantes
- (es) Fiesta De Santiago Apóstol Loíza
- (es) La Fiesta de Santiago, Loiza Aldea Julio 1949